# Екатеринки (Хиславичский район)
Екатеринки — бывшая деревня в Хиславичском районе Смоленской области России.
Находилась в 1 версте севернее современной деревни Большие Лызки на ручье, впадающем в речку Лызка.

## История
В 1978 году деревня ещё существовала и входила в Корзовский сельсовет Хиславичского района.
В 1993 году деревни уже не было. Она считалась, как прекратившая существование деревня Корзовского сельсовета Хиславичского района.